# Lingshed Gompa
Le monastère de Lingshed ou Lingshed Gompa, est un monastère Gelugpa Bouddhiste dans le Ladakh Jammu et Cachemire,  Inde. Il est situé près du village de Lingshet (en) dans le district de Leh, qui se trouve à l'Est de Leh, la capitale du Ladakh, (tibétain : གླེ, Wylie : gle, THL : lé་ ; hindî : लेह, translit. iso : lēha), du district du même nom, dans l'État du Jammu-et-Cachemire en Inde.

## Géographie
Le village de Lingshed, se situe au cœur de la région de Trans-Sengge-La entre le Ladakh et le Zanskar au sud de Khalatse.
Il est habité, depuis près de mille ans, car la vallée était réputée pour être une abondante zone de chasse. Le nom "Lingshed", vient de cette particularité. Le village a été le site de plusieurs monastères bouddhistes: en attestent les restes d'un monastère rupestre et deux murs dédiés au traducteur Rinchen Zangpo (958-1055). La tradition locale cite l'existence dans cette vallée des monastères de Kadampa et Drugpa Kagyu.

## Histoire
Le monastère de Lingshed (ou Kumbum, signifiant «des centaines mille images») a été fondé dans la lignée Gelugpa, de l'enseignement du bouddhisme tibétain au XVe siècle par Changsems Sherabs Zangpo, disciple du précepteur tibétain noté Djé Tsongkhapa. La tradition locale raconte comment Sherabs Zangpo, ayant fondé les monastères de Karsha et de Phugtal au sud, a traversé Hanuma-La Pass au sud de Lingshed, d'où il a vu une « lumière brillante et aveuglante » luire au sommet d'une colline. Il a construit un chorten autour du rocher, qui a servi de socle pour l'édification du sanctuaire central de Kumbum, Tashi 'Od Bar.
En 1779 , le roi Ladakhhi Tsewang Namgyal fit don des terres de Lingshed et de ses villages environnants (avec les monastères Zanskari et les villages de Karsha, Mune, Phuktal et Rangdum) à Lobsang Gelek Yeshe Dragpa, le troisième incarnat de la lignée de Ngari Rinpoché. En 1783, Ngari Rinpoché fonda le monastère de Rangdum à la limite de la vallée de Karsha ainsi que son siège ecclésiastique, auquel Lingshed est subordonné.

## Structures
Le monastère se compose de six sanctuaires principaux, de cuisines, de réserves. L'appartement à l'étage le plus élevé est destiné au Ngari Rinpoché ainsi qu'aux autres grands lamas en visite. Sous le complexe du temple central, sont disséminés les quartiers monastiques (shak), déployés en de nombreux appartements. Le Centre Jangchub Tensung Dorje fondé à Lingshed par Kyabje Dagom Rinpoché, en 1994, abrite une soixantaine de moines.
Le monastère de Lingshed entretient également les sanctuaires situés dans chacun des villages qu'il dessert : Lingshet, Skyumpata, Yulchung, Nyeraks, Dibling et Gongma.

## Galerie

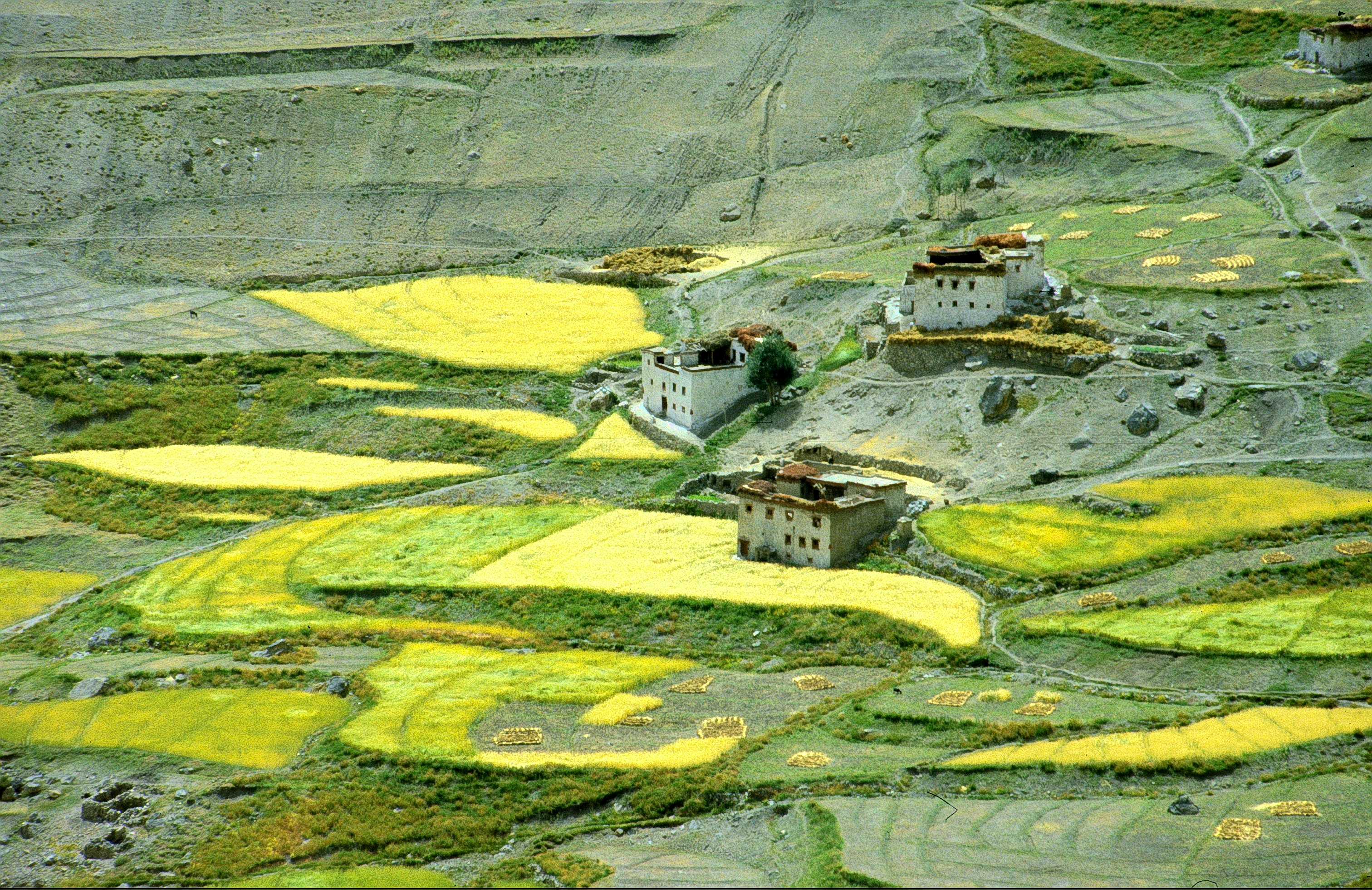
Zanskar Lingshed Village
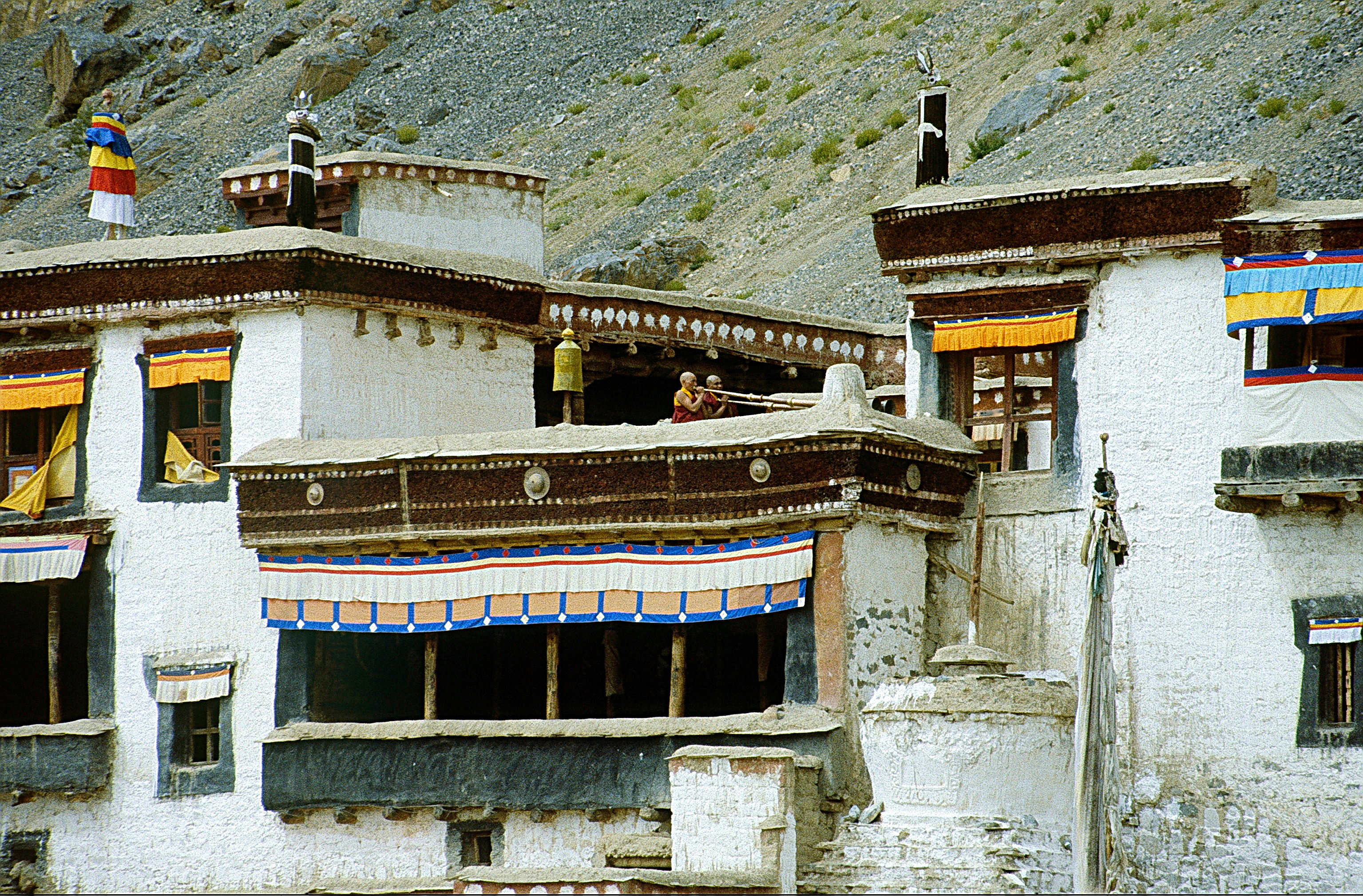
Lingshed Gompa